# Sukolilo (Sukodadi)
Sukolilo is een bestuurslaag in het regentschap Lamongan van de provincie Oost-Java, Indonesië. Sukolilo telt 4382 inwoners (volkstelling 2010).